# Wyvern F-0
Wyvern F-0 (ワイバーンF-0?, Waibān F-0) è un videogioco arcade del 1985 sviluppato da Taito. A causa della grafica del logo presente sul cabinato, il titolo è anche noto come Wyvern FQ.
È stato emulato per la prima volta nel 2023 sul Taito Egret II Mini, un cabinato miniaturizzato dedicato al retrogaming contenente circa settanta preinstallati classici della compagnia.

## Modalità di gioco
Wyvern F-0 presenta un gameplay simile agli sparatutto a scorrimento verticale quali Xevious e 1942. Si contraddistingue dagli altri titoli Taito per la presenza di due schermi, uno per gli oggetti situati al suolo e l'altro per quelli in aria, che venivano combinati tramite uno specchio per ottenere un effetto pseudo 3D.
Il giocatore pilota una navicella spaziale da guerra, sparando ai nemici e agli ostacoli che appaiono progressivamente sullo schermo. La navicella può muoversi in quattro direzioni, permettendole di schivare il fuoco nemico in maniera tradizionale o con delle giravolte, e di prendere di mira i bersagli tramite un mirino dedicato. Ogni volta che il velivolo viene colpito, il giocatore perde una vita; all'inizio della partita, il giocatore dispone di quattro vite. Distruggendo obiettivi specifici, il giocatore può ottenere potenziamenti che gli conferiscono vantaggi, come la possibilità di sparare due colpi simultaneamente anziché uno solo. Il gioco presenta un unico livello infinito che si svolge in modo consecutivo e senza pause. L'obiettivo del giocatore è accumulare il maggior numero di punti abbattendo i nemici prima di esaurire le vite a disposizione. In determinate fasi, il giocatore dovrà affrontare un boss.

## Accoglienza
In Giappone, la rivista Game Machine elencò Wyvern F-0 nel numero del 15 giugno 1985 come l'unità arcade di maggior successo del mese.